# Mięsień najdłuższy

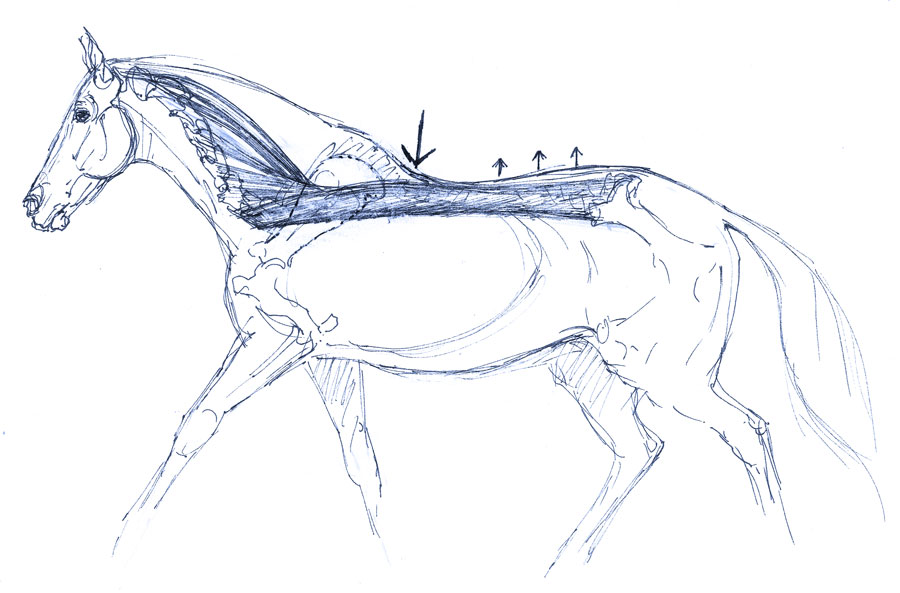
Mięsień najdłuższy u konia

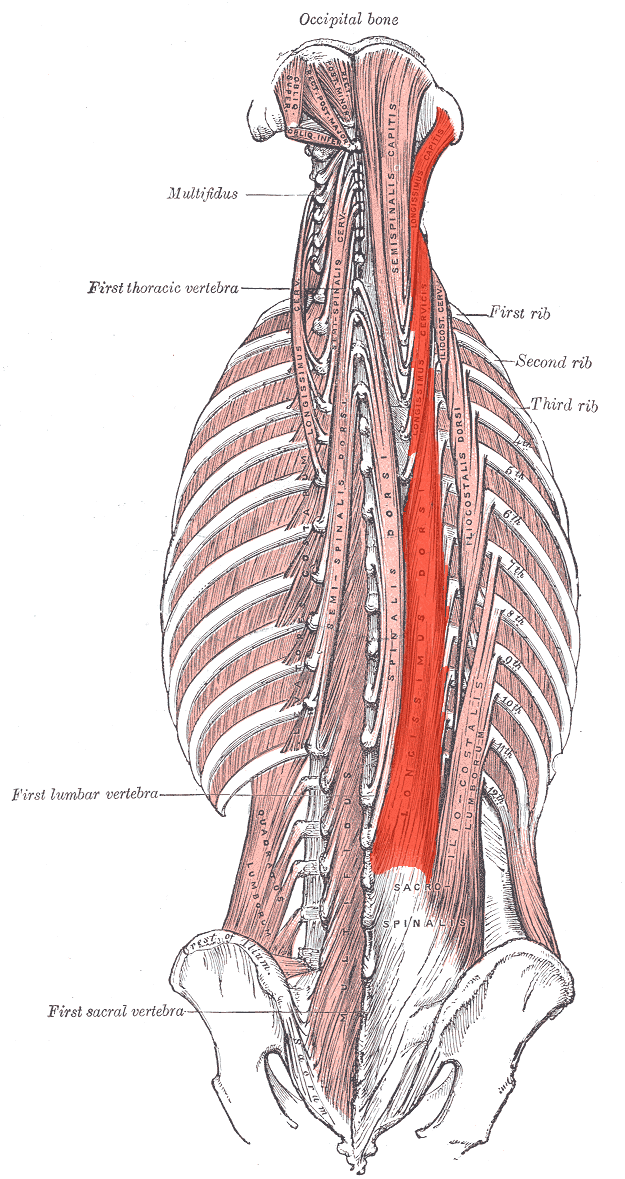
Mięsień najdłuższy u człowieka

Mięsień najdłuższy (łac. musculus longissimus) – parzysty mięsień czworonogów, zaliczany do mięśni nadosiowych.
Mięsień ten pojawia się u gadów w wyniku podziału ich mięśni nadosiowych podłużnymi przegrodami na trzy pasma. U ptaków tworzy jeden mięsień z  mięśniem biodrowo-żebrowym, rozpoczynający się  na części przedpanewkowej kości biodrowej i kończący na wyrostkach poprzecznych początkowych kręgów piersiowych, przykrywając po drodze bliższe końce żeber.
U ssaków stanowi najdłuższy mięsień ciała, sięgający z przodu kości potylicznej lub skroniowej, a z tyłu kości krzyżowej i biodrowej. Jego funkcją jest stabilizacja i prostowanie kręgosłupa, unoszenie głowy i szyi, a przy postawie wyprostowanej zginanie kręgosłupa w tył. Przy działaniu jednostronnym zgina on kręgosłup i szyję w bok oraz skręca głowę. Unerwiają go gałęzie dogrzbietowe nerwów szyjnych, piersiowych i lędźwiowych.
Pochodzenie mięśnia najdłuższego jest wieloodcinkowe. W zależności od przyczepów i położenia wyróżnia się w nim 5 zasadniczych fragmentów:
- mięsień najdłuższy lędźwi (łac. musculus longissimus lumborum)
- mięsień najdłuższy klatki piersiowej (łac. musculus longissimus thoracis)
- mięsień najdłuższy szyi (łac. musculus longissimus cervicis)
- mięsień najdłuższy kręgu szczytowego (łac. musculus longissimus atlantis)
- mięsień najdłuższy głowy (łac. musculus longissimus capitis)

Dwa pierwsze z wymienionych fragmentów określa się łącznie jako mięsień najdłuższy grzbietu (łac. musculus longissimus dorsi) i biegną przyśrodkowo do mięśnia biodrowo-żebrowego. Mięsień najdłuższy szyi rozpościera się pomiędzy wyrostkami poprzecznymi kręgów piersiowych a wyrostkami poprzecznymi 3 do 5 ostatnich kręgów szyjnych. Ostatnie dwa fragmenty są zróżnicowane u poszczególnych gatunków.

## Przegląd

### Parzystokopytne
Świnia domowa ma mięsień najdłuższy klatki piersiowej wydłużony, o pęczkach kręgowych dochodzących do wyrostków poprzecznych czterech ostatnich kręgów szyjnych, a pęczkach bocznych żebrowych dochodzących do wszystkich żeber oraz ostatniego kręgu szyjnego. Mięsień najdłuższy szyi ma bardzo szeroki, m. najdłuższy kręgu szczytowego zredukowany do słabego pasemka, a m. najdłuższy głowy silny.
U przeżuwaczy mięsień najdłuższy klatki piersiowej dochodzi do wyrostka poprzecznego ostatniego kręgu szyjnego, m. najdłuższy szyi jest bardzo słaby, natomiast m. najdłuższy kręgu szczytowego i m. najdłuższy głowy zaczynają się na dwóch początkowych kręgach piersiowych i ostatnich kręgach szyjnych.

### Nieparzystokopytne
U konia mięsień najdłuższy klatki piersiowej jest silny, na wysokości mięśnia kolczystego liniowo zapadnięty na krawędzi przyśrodkowej. M. najdłuższy szyi sięga pasmami wyrostków kolczystych czterech ostatnich kręgów szyjnych. Pasma te w części przedniej stają się ścięgniste. M. najdłuższy kręgu szczytowego zaczyna się na 2-3 początkowych kręgach piersiowych i sięga skrzydła kręgu szczytowego. M. najdłuższy głowy początek ma taki sam, ale biegnie inaczej, sięgając części skalistej kości skroniowej.

### Naczelne

#### Człowiek
U człowieka mięsień ten bierze początek we wspólnej masie mięśniowej z mięśniem biodrowo-żebrowym: na kości krzyżowej, grzebieniu biodrowym i wyrostkach kolczystych kręgów lędźwiowych. Mięsień najdłuższy klatki piersiowej kończy się na wyrostkach żebrowych i dodatkowych kręgów lędźwiowych oraz wyrostkach poprzecznych kręgów piersiowych i przyległych żeber. Mięsień najdłuższy szyi zaczyna się na 4 górnych kręgach piersiowych oraz szóstym i siódmym kręgu szyjnym, a kończy się na kręgach szyjnych od drugiego do piątego. Mięsień najdłuższy głowy bierze początek na wyrostkach poprzecznych trzech górnych kręgów piersiowych i kończy się na wyrostku sutkowym kości skroniowej.